# Parlamentsvalet i Portugal 2015

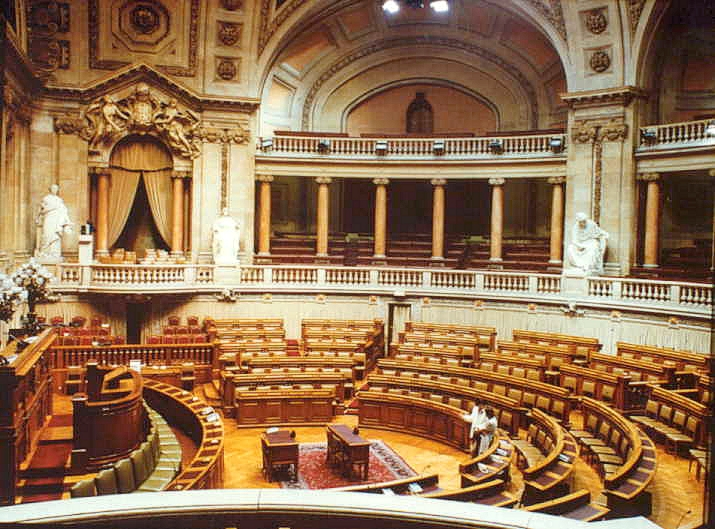
Det portugisiska parlamentet
Assembleia da República

Parlamentsvalet i Portugal 2015 hölls söndagen den 4 oktober 2015 för att utse 230 platser i det portugisiska parlamentet - Assembleia da República.
Den borgerliga koalitionen Portugal Först (Portugal à Frente) fick flest röster, utan att ha nått egen majoritet.

## Valresultat
När alla röster var räknade:

| Parti eller Koalition | Parti eller Koalition | Ledare              | Politik         | Andel röster i procent | Antal platser i parlamentet |
| --------------------- | --- | ------------------- | --------------- | ---------------------- | --------------------------- |
|                       | Portugal Först (PAF) Portugal à Frente • Socialdemokraterna (PSD) • Konservativa partiet (CDS)                                  | Pedro Passos Coelho | Socialliberal   | 38,36%                 | 102                         |
|                       | Socialistpartiet (PS) Partido Socialista                                                                                        | António Costa       | Socialdemokrati | 32,31%                 | 86                          |
|                       | Vänsterblocket (BE) Bloco de Esquerda                                                                                           | Catarina Martins    | Vänster         | 10,19%                 | 19                          |
|                       | Demokratiska enhetskoalitionen (CDU) Coligação Democrática Unitária • Portugisiska kommunistpartiet (PCP) • Gröna Partiet (PEV) | Jerónimo de Sousa   | Vänster         | 8,25%                  | 17                          |
|                       | Djur- och Naturpartiet (PAN) Partido pelos Animais e pela Natureza                                                              | André Silva         | Ekologism       | 1,39%                  | 1                           |

## Partiledarna

Valkretsarna

Röstfördelningen

Kombinerade resultaten av vänsterpartierna (rosa, röd, brun) och högerpartierna (blå)

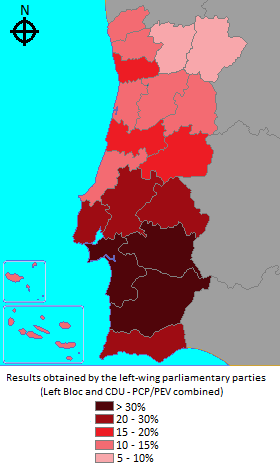
Resultat av vänsterpartierna representerade i parlamentet (Vänsterblocket, det portugisiska kommunistpartiet och "De gröna"

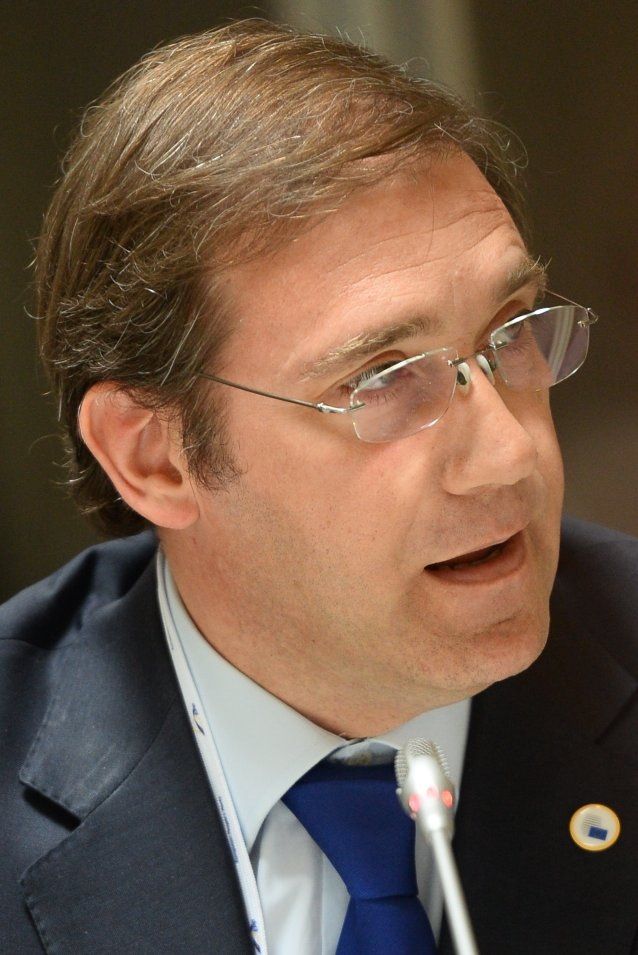
Pedro Passos Coelho Portugal à Frente PAF
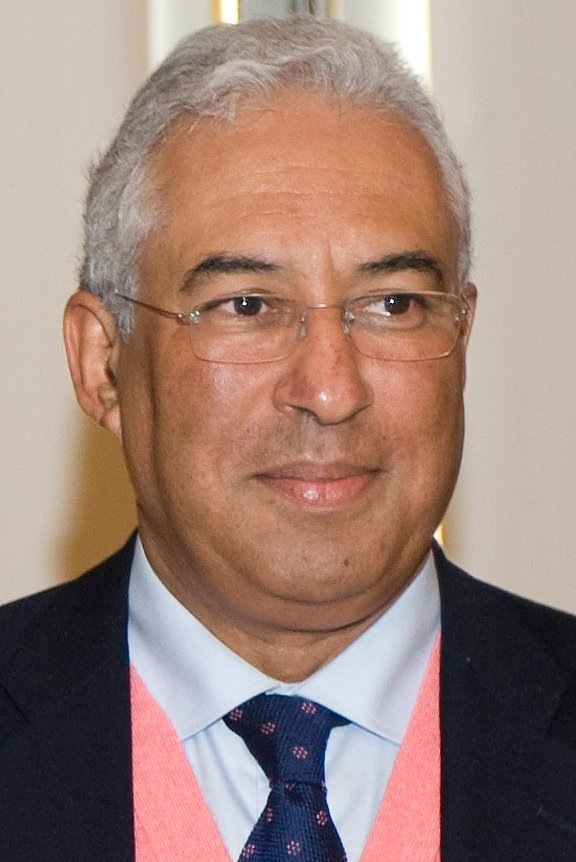
António Costa Partido Socialista PS
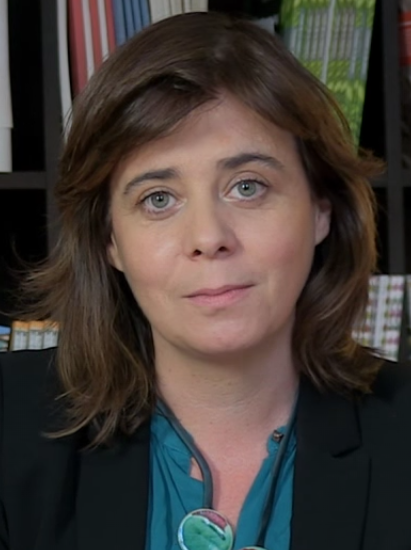
Catarina Martins Bloco de Esquerda BE
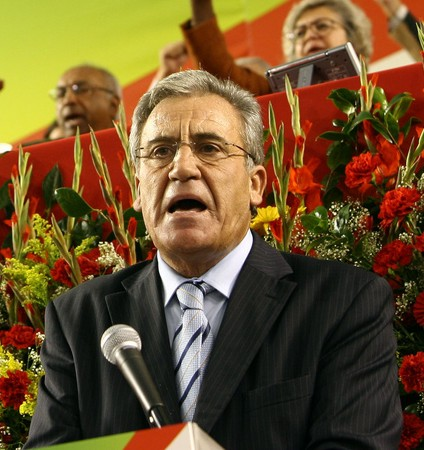
Jerónimo de Sousa Coligação Democrática Unitária CDU